# میدان نفتی رسالت
میدان نفتی رسالت (نام پیشین: میدان نفتی رخش) از میدان‌های نفتی ایران است، که در استان هرمزگان و در سال ۱۹۶۹ کشف و در سال ۱۹۷۰ به بهره‌برداری رسید. این میدان در فاصله حدود ۹۰-۸۵ کیلومتری جزیره لاوان و در خلیج فارس قرار گرفته‌است. همچنین این میدان در حدود ۲۵ کیلومتری جنوب غربی میدان رشادت واقع است. 
میدان رسالت شامل چهار مخزن میشریف، شعیبا، عرب بی و عرب سی می‌باشد. تاکنون در این میدان ۱۴ حلقه چاه حفر شده‌است. از عمده‌ترین موانع تولید از این چاه‌ها تولید آب و افت فشار جریانی آن‌ها می‌باشد. 
مجموعه سکوی رسالت از سه سکوی متصل به هم تشکیل شده‌است که شامل سکوی حفاری، سکوی بهره‌برداری و بخش‌های مسکونی و کارگاه‌ها می‌باشند. نفت تولید سکوی رسالت در بین راه با خط لوله نفت تولید سکوی رشادت مخلوط شده و با هم به جزیره لاوان ارسال می‌شود. 
مطالعه جامع میدان رسالت توسط شرکت خدمات مهندسی نفت کیش با مدیریت شرکت نفت فلات قاره ایران در پائیز سال ۱۳۸۲ آغاز شد و در خرداد ماه ۱۳۸۴ به پایان رسید.
میدان رسالت چهار مخزن دارد و تا کنون ۱۴ حلقه چاه در این میدان حفر شده‌است. طرح توسعه میدان رسالت برای افزایش تولید از حدود ۱۰ هزار بشکه به ۴۶٫۴۰۰ بشکه در روز و بازیافت اضافی انباشتی ۲۳۰ میلیون بشکه نفت خام، با ایجاد تأسیسات روزمینی و سکوها و ۱۸ حلقه چاه تولیدی و ۱۲ حلقه چاه تزریقی در دست اجراست. 
همچنین ظرفیت مازاد تأسیسات ساخته شده در میدان رسالت که در زمان بهره‌برداری آزاد است. نفت تولیدی میدان رسالت به همراه نفت میدان رشادت، در ۲۵ کیلومتری میدان نفتی رسالت با خط لوله ۱۰۸ اینچی به طول ۱۰۸ کیلومتر برای ذخیره‌سازی به پالایشگاه لاوان فرستاده می‌شود. 

## حملات در زمان جنگ
تأسیسات دریایی رسالت در دو مرحله در تاریخ ۱۳۶۶.۴.۲۳ و ۱۳۶۶.۶.۷ هدف حمله هوایی قرار گرفت که در حمله اول، تعدادی از چاه‌های سکوی دچار حریق شد و در حمله دوم سکوی بهره‌برداری به‌دلیل برخورد ترکش آتش گرفت و به‌طورکلی این سکو غیرقابل استفاده و سکوی حفاری و دکل مستقر در آن به‌طور کامل منهدم شد. خسارت این میدان بیشتر به‌دلیل توقف تولید به‌دلیل انهدام سکوی بهره‌برداری رشادت و مرکز انتقال نفت بود. 
به‌دلیل پاره شدن خط لوله نفت خام چاه شماره (۶) زیردریایی از نقطه‌ای در زیر سطح آب و عدم دسترسی به وسایل سیستم کنترل سرچاهی که در عمق حدود ۲۴۰ پایی از سطح آب قرار دارند، نفت و گاز این چاه به داخل دریا نشت کرد. این چاه در مهر سال ۱۳۶۶ از سوی گروه غواصان شرکت نفت فلات قاره ایران ایمن‌سازی شد و از نشت آن جلوگیری به عمل آمد.